# Taku Yashiro
Taku Yashiro (八代 拓 Yashiro Taku?,  Prefectura de Iwate, Japón, 6 de enero de 1993) es un actor de voz japonés, afiliado a VIMS. En la duodécima ceremonia de los Seiyū Awards, fue condecorado junto a Kōtarō Nishiyama y Shun Horie con el premio a "Mejor actor nuevo".

## Filmografía

### Anime
2013
- Silver Spoon como Amigo, trabajador B
- Miss Monochrome como Voz adicional

2014
- Yowamushi Pedal como Espectator
- Jinsei como Voz adicional, Fukukaichou A
- Miss Monochrome: Soccer-hen como Voz adicional
- Isshūkan Friends como Estudiante
- Sabagebu! como Cliente
- Ōkami Shōjo to Kuro Ōji como Visitante, estudiante
- Akuma no Riddle como Guardia B
- Persona 4: The Animation como Respondiente
- Fairy Tail como Doriate
- Yu-Gi-Oh! ARC-V como Battle Beast
- Nyanpire como Masamunya Dokuganryu (episodio 17)

2015
- Gangsta. como Gawain
- Star-Myu como Estudiante, reportero, staff
- Dungeon ni Deai o Motomeru no wa Machigatteiru Darō ka  como Aventurero D
- Shokugeki no Sōma como Varios
- Junketsu no Maria como Soldado inglés C
- Lance N' Masques como Knight, delinquente
- Aldnoah.Zero como Martian soldier
- Monster Musume no Iru Nichijō como Purse Snatcher
- Arslan Senki como Soldado
- Kin-iro Mosaic como Maestro A
- Mobile Suit Gundam: Iron-Blooded Orphans  como Carta Guard
- Gintama  como Phoenix
- Dimension W como Policía

2016
- Bubuki Buranki como Hombre en negro
- Fairy Tail Zero como Craftsman, mago
- Active Raid como Policía B
- Aikatsu Stars! como Subaru Yūki
- Shōnen Maid como Hayato
- Mayoiga como Hayato
- Fukigen na Mononokean como Norito Saga
- Tiger Mask W como Naoto Azuma, Tiger Mask
- Show By Rock!!# como Orion
- Oshiete! Galko-chan como Norisuke
- Sakamoto desu ga? como Delinquente, estudiante, ladrón
- Shokugeki no Sōma 2 como Staff A
- Norn9 como Subordinado
- Battery como Takatsuki Shuuhei
- This Boy is a Professional Wizard como Toyohi Utsumi
- Girlish Number como Actor E, empleado, invitado

2017
- Kujira no Kora wa Sajō ni Utau como Shikoku
- Yu-Gi-Oh! VRAINS como Flame
- Clockwork Planet como Lymmons
- Shingeki no Bahamut: Virgin Soul como Visitante
- Dungeon ni Deai o Motomeru no wa Machigatteiru Darō ka como Scott
- Dungeon ni Deai o Motomeru no wa Machigatteiru Darō ka: Sword Oratoria como Allen Fromel
- The Idolmaster SideM como Tsubasa Kashiwagi
- Aho Girl como Ryūichi Kurosaki[4]
- Nana Maru San Batsu como Wataru Maruyama[5]
- Piace: Watashi no Italian como Ei Oreki
- ACCA: 13-ku Kansatsu-ka como Rail[6]
- Dynamic Chord como Shinomune Sumiya
- Sengoku Night Blood  como Kamanosuke Yuri[7]

2018
- Senjūshi  como Brown Bess
- Bakumatsu como Yamazaki Susumu[8]
- Jingai-san no Yome como Ichiya Mokusaibashi[9]

2019
- Boogiepop and Others como Masaki Taniguchi
- En'en no Shōbōtai como Vulcan Joseph
- Domestic na Kanojo como Natsuo Fujii
- Ahiru no Sora como Shin'ichi Yashuhara
- Kaguya-sama wa Kokurasetai: Tensai-tachi no Ren'ai Zunōsen? como Tsubasa Tanuma
- Mairimashita! Iruma-kun como Kimaris Quichelite
- Beastars como Collot

2020
- Darwin's Game como Ryūji Maesaka
- Kakushigoto como Aogu Shiji
- Yu-Gi-Oh! Sevens como Tatsuhisa Kamijō

2021
- Horimiya como	Kōichi Shindō
- Tsuki ga Michibiku Isekai Dōchū como Lime Latte
- RE-MAIN como Keita Kakihana

2022
- Aoashi como Keiji Togashi
- Chainsaw Man como Hirokazu Arai
- Shinobi no Ittoki como Himura Takane

2023
- Pokemon Horizons como Friede
- Rurouni Kenshin: Meiji Kenkaku Romantan como Sagara Sanosuke
- Tensei Ōjo to Tensai Reijō no Mahō Kakumei como Moritz Chartreuse
- Undead Girl Murder Farce como Tsugaru Shinuchi
- MF Ghost como Sena Moroboshi

2024
- Rurouni Kenshin: Meiji Kenkaku Romantan -Kyoto Dōran- como Sagara Sanosuke
- Suicide Squad Isekai como Rick Flag

2025
- Sakamoto Days como Shishiba
- Kijin Gentōshō como Jinta
- My Hero Academia: Vigilantes como Number 6 / Rokuro Nomura / Scarred Man

### Películas animadas
- King of Prism (2016) como Kakeru Jūōin
- Aikatsu Stars! the Movie (2016) como Subaru Yūki
- Selector Destructed Wixoss (2016) como Staff
- Fairy Tail Movie 2: Dragon Cry (2017) como Gapri
- King of Prism: Pride the Hero (2017) como Kakeru Jūōin
- K: Seven Stories (2018) como Daichi Yamata

### OVAs
- Code Geass: Akito the Exiled (2012) como G1 Operator
- Prince of Tennis II OVA vs. Genius 10 (2014) como Tetsuhito Fuwa
- Kono Danshi, Mahō ga Oshigoto Desu (2016) como Toyohi Utsumi

### Doblaje
- Back at the Barnyard como Duke Perro Pastor
- Monstruos: La historia de Lyle y Erik Menéndez como Tim Rutten Michael Gladis
- Hellboy (película de 2019) Diego Lil Nas X
- Mack & Rita como Jack Dustin Milligan
- Horns (película) (2013) como Ignatius «Ig» Perrish Daniel Radcliffe
- Barbie: El sueño de una primera bailarina (2013) como Alberto (Giselle) Trevor Devall
- Mulan como Wentai Chen Kun
- The Greatestcomo King Miles Robbins
- Baby Daddycomo Jason Miles Robbins
- Cosmos: Mundos posiblescomo Président des États-Unis Seth MacFarlane